# Васильковский майоликовый завод
Васильковский майоликовый завод (укр. Васильківський майоліковий завод) — промышленное предприятие в городе Васильков Киевской области.

## История

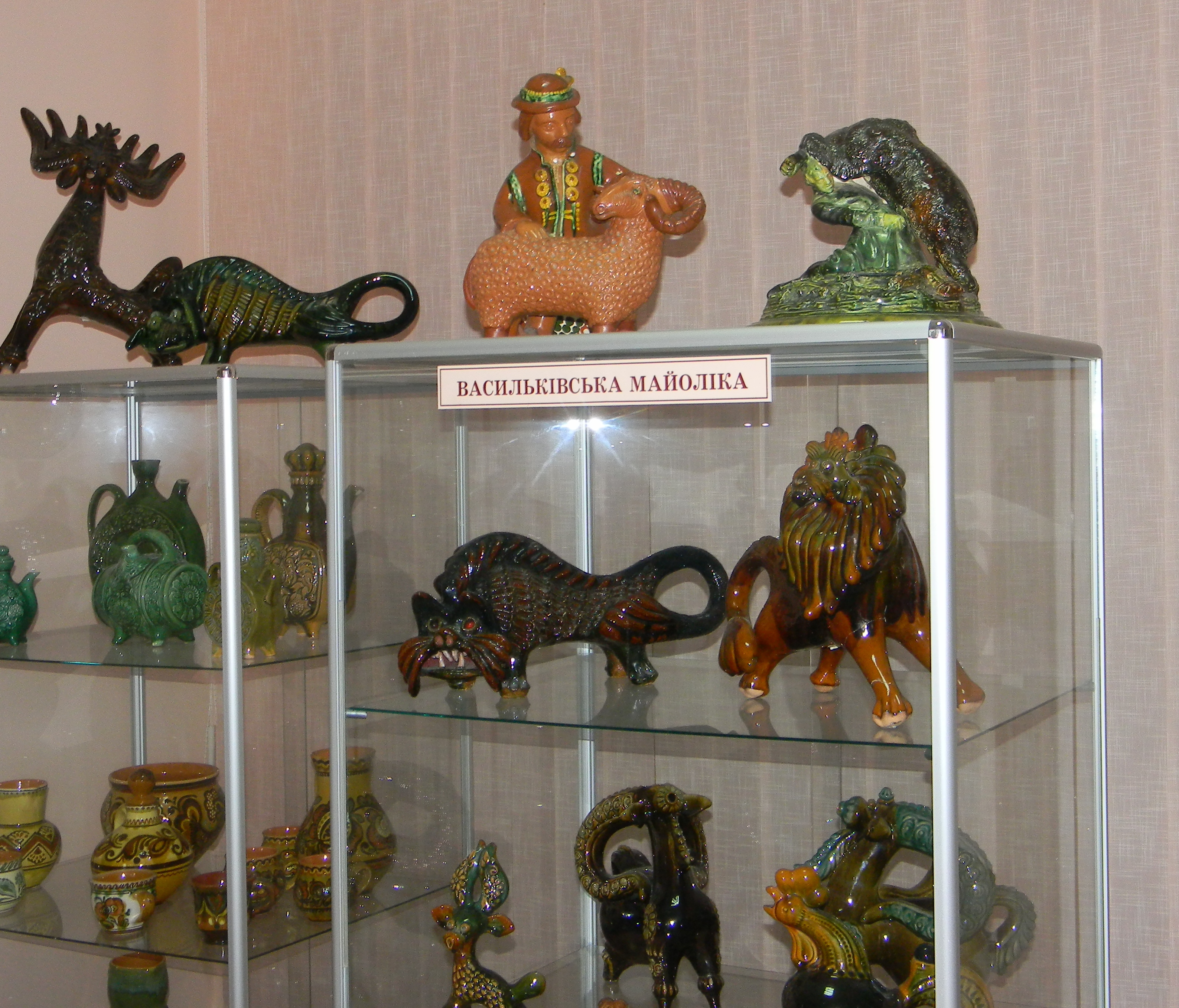
Изделия завода в экспозиции Васильковского краеведческого музея

История предприятия начинается в 1928 году, когда в Василькове была создана гончарная артель из 16 кустарей, изначально производившая посуду и керамические изделия хозяйственно-бытового назначения, но с 1931 года освоившая производство расписной керамики. В 1934 году на базе артели был создан завод.
В ходе боевых действий Великой Отечественной войны и в период немецкой оккупации предприятие пострадало и прекратило производственную деятельность, но после окончания войны в соответствии с четвёртым пятилетним планом восстановления и развития народного хозяйства СССР было восстановлено. К началу 1951 года Васильковский майолико-керамический завод входил в число ведущих предприятий города.
В 1958—1962 гг. завод был реконструирован, в цехах были установлены туннельная печь и электропечи. С начала 1960х годов предприятие специализируется на производстве художественной керамики (в первую очередь, керамической посуды, декоративных изделий и сувениров), в связи с чем получает новое название — Васильковский майоликовый завод. В 1960е, 1970е и 1980е годы завод оставался в числе наиболее значимых предприятий города, продукция завода экспонировалась на выставках республиканского, общесоюзного и международного уровня и предлагалась на экспорт.
После провозглашения независимости Украины положение завода (входившего в состав объединения народных художественных промыслов «Укрхудожпром») осложнилось. Были предприняты меры по продаже художественной посуды через фирменные магазины, расширению номенклатуры выпускаемой продукции (помимо художественных изделий из майолики, завод освоил выпуск керамического кирпича и тротуарной плитки).
В мае 1995 года Кабинет министров Украины утвердил решение о приватизации завода в течение 1995 года, после чего государственное предприятие было преобразовано в открытое акционерное общество.
20 октября 1998 года Государственная налоговая служба Украины обратилась в суд с ходатайством о признании предприятия банкротом в связи с наличием непогашенной задолженности перед районной налоговой инспекцией, к 2000 году производственные мощности предприятия были остановлены.
22 августа 2002 года хозяйственный суд Киевской области признал ОАО «Васильковский майоликовый завод» банкротом и вынес решение о его ликвидации. В 2005 году была предпринята попытка восстановить производство и на базе производственных помещений завода было создано частное предприятие «Васильківська Майоліка», в дальнейшем преемником предприятия стало ООО «Васильковский майоликовый завод».
В 2006 году завод уже не входил в число действующих предприятий города. По состоянию на 2016 год предприятие не функционировало.